# Natlandia
Natlandia es un género de foraminífero bentónico de la subfamilia Baggininae, de la familia Bagginidae, de la superfamilia Discorboidea, del suborden Rotaliina y del orden Rotaliida. Su especie tipo es Natlandia secasensis. Su rango cronoestratigráfico abarca el Holoceno.

## Clasificación
Natlandia incluye a la siguiente especie:
- Natlandia secasensis